# Ácido valérico
Ácido valérico, ácido valeriânico ou ácido pentanoico é um composto químico, ácido orgânico, monocarboxílico, saturado de fórmula C4H9COOH (fórmula molecular: C5H10O2), massa molecular 102 u, pertencente a série de ácidos graxos o qual existe em quatro formas isoméricas, uma das quais contém um átomo de carbono assimétrico, e consequentemente ocorre em duas variedades opticamente ativas e uma opticamente inativa.
O ácido valérico normal ou ácido propilacético, CH3-CH2-CH2-CH2-COOH, de fórmula estrutural conforme figura ao lado.

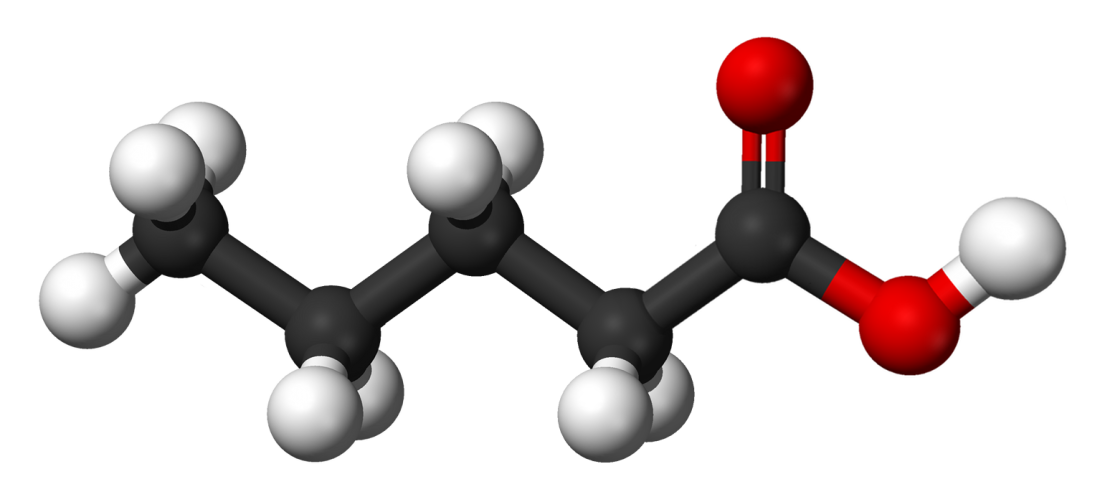
Estrutura do ácido valérico

As outras formas isoméricas são o ácido isovalérico (ou ácido isopropilacético),  (CH3)2CH-CH2-COOH, opticamente ativo ácido metiletilacético, (CH3)(C2H5)CH-COOH e o isômero restante, ácido piválico ou ácido trimetilacético, (CH3)3C-COOH.

## Nomenclatura
* Oficial: Ácido pentanoico
* Usual: Ácido valérico

## Propriedades
O ácido valérico é um líquido oleoso com cheiro de queijo velho e ponto de ebulição de 174 °C; os sais são normalmente oleosos ao toque. Permanganato de potássio o oxida a ácido oxi-isovalérico (CH3)2-C(OH)-CH2-COOH, enquanto o ácido nítrico dá, entre outros produtos, dinitropropano, (CH3)2C(NO2)2 .
O ácido valérico normal ou ácido propilacético, CH3-CH2-CH2-CH2-COOH, é um líquido com ponto de ebulição de 186 °C.
O ácido piválico ou ácido trimetilacético, funde-se a 35 °C e ebule a 163 °C.

## Obtenção
O ácido valérico "ordinário", de cadeia normal, (chamado também de ácido baldrânico) é uma mistura de ácido isovalérico (ou ácido isopropilacético),  (CH3)2CH-CH2-COOH e o opticamente ativo ácido metiletilacético, (CH3)(C2H5)CH-COOH, os quais ocorrem livres ou na forma de ésteres em animais e vegetais, especialmente nas raízes de Angelica archangelica e raiz e rizoma da Valeriana officinalis. Ele pode ser extraído por fervura com água ou hidróxido de sódio em solução. Um produto similar é obtido por oxidação do álcool amílico por ácido crômico. O ácido tem sido sintetizado, como também a inativa forma do ácido metiletilacético; esta modificação é separada em seus antípodas ópticos por recristalização de seus sais de brucina.
O ácido metiletilacético e o isômero ácido piválico ou ácido trimetilacético, são produzidos sinteticamente.

## Histórico da valeriana
É uma planta herbácea, de sabor aromático pouco amargo. A diversidade de seus afeitos terapêuticos são conhecidos desde os tempos do Renascimento.

## Aplicações
Sendo a raiz da valeriana uso mais do que consagrado e efeitos reconhecidos, igualmente tem aplicações como sedativo e hipnótico o ácido valérico.
Se aplicado diretamente, tem tido uma efetiva ação sobre a acne, mas ainda sem apoio de publicações peer review.

## Curiosidades
Ácido valérico tem uma estrutura similar tanto ao GHB quanto o neurotransmissor GABA. Ele difere do ácido valproico simplesmente pela ausência de uma cadeia lateral no carbono 3.